# Honda Szóicsiró
Honda Szóicsiró (本田 宗一郎, nyugaton Sōichirō Honda) (1906. november 17. – 1991. augusztus 5.) japán üzletember, a Honda megalapítója, 1948 és 1973 között a vállalat elnöke.

## Élete

### Korai évek
Honda Szóicsiró 1906-ban született Japán középső részén, Sizuoka prefektúrában. A család kilenc gyermeke közül ő volt a legidősebb. Édesapja kerékpárjavítással foglalkozott, anyja szövőnő volt.
Apja műhelye nagy hatással volt rá. Érdeklődése és a mechanika iránti lelkesedése csak nőtt, amikor bemutatták az első Ford T-modellt. Ekkor 8 éves volt. 15 éves korában gyakornokként kezdett el dolgozni a híres Art Sókai tokiói garázsában, miután elvégezte az iskolát. 22 éves korában saját műhelyt alapított, maga kezdett el kocsikat építeni, megnyert számos autóversenyt. Magánélete meglehetősen botrányos volt, kicsapongások, balesetek jellemezték, de a munkában nem ismert tréfát. Műhelye hamarosan már 50 alkalmazottat foglalkoztatott. Honda első találmánya egy speciális kerékküllő-gyártási eljárás volt, amellyel lehetővé vált az addig szokásos faküllők kiváltása.
Versenyzői karrierje félbeszakadt, amikor az 1936-os összjapán Speed Rallyn súlyos baleset érte. Mindkét csuklója és több más csontja is eltört, mire felesége kérésére abbahagyta a versenyzést. Vigaszdíjul: az akkor felállított japán sebességrekordját (120 km/h) közel 20 évig senki sem tudta túlszárnyalni.
1937-ben dugattyúgyűrűket kezdett gyártani a hadseregnek, majd reformötleteivel újításokat hozott a fröccsöntés technológiájába, kohászatot is tanult csak azért, hogy el tudja látni alkatrészekkel a Toyota (40%-ban Honda cégének tulajdonosa) és a Nakadzsima Repülőgépgyárat.
A háború utáni bizonytalanságtól tartva eladta cége fennmaradó részét a Toyotának és elment egy év szabadságra, hogy szakét főzhessen, és kipihenje, elengedje magát. Ez a fajta liberális viselkedés jó példája nyílt és az élet örömeit kedvelő személyiségének. A nemcsak jellemében, de ruházatában is színesen megjelenő Honda szerint a „nem alkalmazkodás” egy művésznek és feltalálónak létszükséglete.

### Honda Motor Co. Ltd.
1945 októberében megalapította a Honda Műszaki Kutatóintézetet (本田技術研究所, Honda Gidzsucu Kenkjúdzso), ami két évvel később a Honda Motor Companyvé alakult. Különösen büszke volt gyártelepének ipari kapcsolataira, amik meritokráciaként működtek együtt. Cégének alapját „a fiatalságba vetett bizalom és kreatív emberek támogatása” alkotta.
Saját maga is tesztelte az új modelleket egészen 65 éves koráig, akár korabeli társa, Ferry Porsche. Nem engedte családtagjait magas pozíciókba. Szerinte elnöki kinevezést megfelelő érdem alapján kizárólag „az kaphat, aki a vezetés legtöbb jó tulajdonságával rendelkezik”.

### Utolsó évek
Visszavonulása után a Honda Alapítványnak (Honda Foundation) szentelte idejét, melynek célja a technológia ökológiával való harmonizálása. A Tokiói Kereskedelmi és Ipari Kamarának és a Japán Autógyártók Szövetségének (Japanese Automobile Manufacturers Association) is alelnöke volt. 85 évesen, 1991 augusztusában halt meg májelégtelenségben, hátrahagyva feleségét, Szacsit, fiát és két lányát.
| „                 | A siker a munkád azon 1%-át reprezentálja, mely abból a 99%-ból ered, melyet hibának neveznek. | ” |
| – Honda Szóicsiró |                                                                                                |   |

| „                 | Ha a világon bárhol valamilyen autóversenyt rendeznek, annak a rajtjánál mindig legyen egy Honda. | ” |
| – Honda Szóicsiró |                                                                                                   |   |